# Steve Shirley
Dama Vera Stephanie "Steve" Shirley (anteriormente Brook, nascida Buchthal; Dortmund, 16 de setembro de 1933 – 9 de agosto de 2025) foi uma pioneira da tecnologia da informação, empresária e filantropa (naturalizada britânica em 1951).

## Vida pregressa
Steve Shirley nasceu como Vera Buchthal, filha de Arnold Buchthal, um juiz em Dortmund, que era judeu e que perdeu seu posto para o regime nazista, e de uma mãe vienense não judia. Em julho de 1939, aos cinco anos de idade, juntamente com sua irmã Renate (nove anos), Steve Shirley chegou à Grã-Bretanha como uma criança refugiada da Kindertransport, e reconheceu a sorte que teve por ter sido salva. Ela foi colocada aos cuidados de pais adotivos que viviam na cidade de Sutton Coldfield, em Midlands. Mais tarde, ela se reencontrou com seus pais biológicos, mas disse que "nunca realmente se relacionou com eles". Steve Shirley atribui seu trauma de infância como a força motriz por trás de sua capacidade de acompanhar as mudanças em sua vida e carreira.[carece de fontes?]
Depois de frequentar uma escola de convento, mudou-se para Oswestry, perto da fronteira com o País de Gales, onde frequentou a Oswestry Girls' High School. A matemática não era ensinada na escola para meninas, por isso, após avaliação, ela recebeu permissão para ter essas aulas na escola local para meninos. Mais tarde, ela lembraria que, depois de suas experiências no Kindertransport e na guerra, "em Oswestry tive cinco anos maravilhosos de paz".

## Biografia
Depois de deixar a escola, Steve Shirley decidiu não ir para a universidade (a botânica era a "única ciência então disponível para o meu gênero"), mas procurou emprego em um ambiente matemático/técnico. Aos 18 anos, tornou-se cidadã britânica e mudou seu nome para Stephanie Brook.
Na década de 1950, Steve Shirley trabalhou na Post Office Research Station em Dollis Hill, construindo computadores do zero e escrevendo códigos em linguagem de máquina. Ela teve aulas noturnas por seis anos para obter um diploma com honras em matemática. Em 1959, mudou-se para a CDL Ltd, designer do computador ICT 1301.[carece de fontes?]
Após o casamento com um físico, Derek Shirley (falecido em 2021), em 1959, Steve Shirley fundou, com um capital de £6, a empresa de software Freelance Programmers, (mais tarde F International, depois Xansa, adquirida em 2001 pela Steria e agora parte do Grupo Sopra Steria). Tendo experimentado o sexismo no seu local de trabalho, "sendo acariciada, sendo empurrada contra a parede", ela queria criar oportunidades de emprego para mulheres com dependentes, e predominantemente mulheres empregadas, com apenas três programadores do sexo masculino nos primeiros 300 funcionários, até que a Lei de Discriminação Sexual de 1975 tornou essa prática ilegal. Ela também adotou o nome "Steve" para ajudá-la no mundo dos negócios dominado pelos homens, visto que as cartas da empresa assinadas com seu nome verdadeiro não eram respondidas. Os projetos de sua equipe incluíram a programação da caixa preta de vôo do Concorde.
Ela atuou como diretora não-executiva independente da Tandem Computers Inc., da Atomic Energy Authority (mais tarde AEA Technology) e da John Lewis Partnership.[carece de fontes?]
Steve Shirley se aposentou em 1993, aos 60 anos, e, desde então, tem se concentrado em sua filantropia.[carece de fontes?]
Shirley morreu no dia 9 de agosto de 2025, aos 91 anos.

## Honras
Steve Shirley recebeu seu bacharelado em 1956 e foi nomeada Oficial da Ordem do Império Britânico (OBE) nas homenagens de aniversário da rainha de 1980 por serviços prestados à indústria; Dama Comandante da Ordem do Império Britânico (DBE) nas homenagens de Ano Novo de 2000 por serviços prestados à tecnologia da informação; e Membro da Ordem dos Companheiros de Honra (CH) nas homenagens de aniversário de 2017 por serviços prestados à indústria de TI e filantropia.
Em 1987, ela ganhou a Liberdade da Cidade de Londres. Ela foi a primeira mulher presidente da British Computer Society de 1989 a 1990 e mestre da empresa de TI em 1992/93. Em 1985, ela recebeu o Prêmio de Reconhecimento de Tecnologia da Informação. Em 1999, ela recebeu a Medalha Mountbatten.
Ela foi nomeada membro da Royal Academy of Engineering e do Birkbeck College em 2001.
Ela doou a maior parte de seu patrimônio (da venda interna para os funcionários da empresa e posteriormente da flutuação do Grupo FI) para instituições de caridade. Os beneficiários incluem a Worshipful Company of Information Technologists e o Oxford Internet Institute, parte da Universidade de Oxford, através da Shirley Foundation. Seu falecido filho Giles (1963–1998) era autista e ela se tornou um dos primeiros membros da National Autistic Society. Via Autistica ela instigou e financiou pesquisas nesta área.
Em 2003, Steve Shirley recebeu o Prêmio Beacon Fellowship por sua contribuição à pesquisa do autismo e por seu trabalho pioneiro no aproveitamento da tecnologia da informação para o bem público.
Em 1991, Steve Shirley recebeu um doutorado honorário da Universidade de Buckingham, desde então ela foi homenageada pela Universidade de Cambridge, e pela Universidade de Kent e 28 outras universidades do Reino Unido.
Em fevereiro de 2013, ela foi indicada como uma das 100 mulheres mais poderosas do Reino Unido pela Woman's Hour na BBC Radio 4. Ela também foi reconhecida como uma das 100 mulheres da BBC em 2013.
Em janeiro de 2014, o Conselho Científico nomeou Steve Shirley como uma das "100 melhores cientistas praticantes" no Reino Unido.
Em 2018, ela foi nomeada Fellow do Computer History Museum, e se tornou a primeira mulher a ganhar a Medalha de Ouro do Chartered Management Institute "por sua contribuição estelar à engenharia e tecnologia britânicas".
Em agosto de 2021, Steve Shirley inaugurou uma placa azul em Oswestry comemorando seus anos escolares na cidade. A placa está localizada no The Broadwalk, perto da Igreja Paroquial de St Oswald.
Em setembro de 2021, Steve Shirley inaugurou uma estátua de Ian Wolter em Harwich Quay, Essex. Comemora a chegada das crianças Kindertransport ao porto.

## Filantropia
A Fundação Shirley, com sede no Reino Unido, foi criada por Steve Shirley em 1986 com uma doação substancial para estabelecer um fundo fiduciário de caridade que foi gasto em 2018 em favor da Autistica. A sua missão era "facilitar e apoiar projectos pioneiros com impacto estratégico na área das perturbações do espectro do autismo com particular ênfase na investigação médica". O fundo apoiou muitos projetos através de doações e empréstimos, incluindo: Autismo em Kingwood, que apoia pessoas com transtornos do espectro do autismo a desfrutarem de uma vida plena e ativa; Tribunal do Prior, maior instituição beneficente da fundação, com escola residencial para 70 alunos autistas e Centro de Jovens Adultos para 20 alunos autistas; Autism99, a primeira conferência online sobre autismo com a participação de 165.000 pessoas de 33 países. Ela dá palestras em todo o mundo (muitas delas remotamente) e está em contato frequente com pais, cuidadores e pessoas com transtornos do espectro do autismo. Seu filho autista, Giles, morreu após um ataque epiléptico aos 35 anos.
De maio de 2009 a maio de 2010, Steve Shirley serviu como Embaixadora da Filantropia do Reino Unido, uma nomeação governamental que visa dar "voz" aos filantropos.
Em 2012, Steve Shirley doou toda a sua coleção de arte, incluindo obras de Elisabeth Frink, Maggi Hambling, Thomas Heatherwick, Josef Herman e John Piper, para a Prior's Court School e para a instituição de caridade Paintings in Hospitals.
Em 2013, aparecendo no Good Morning Sunday da BBC Radio 2 com Clare Balding, Steve Shirley explicou por que ela havia doado mais de £67 milhões de sua riqueza pessoal para diferentes projetos. Em suas memórias de 2012, Let IT Go, ela escreve: "Faço isso por causa da minha história pessoal; preciso justificar o fato de que minha vida foi salva."7

## Publicações patrocinadas
- Design para Deficiência
- A Arte da Escola do Tribunal do Prior
- A História do Autismo – Conversas com os Pioneiros
- Autismo funciona
- Autismo e a Lei

## Livros
- Let It Go: My Extraordinary Story – From Refugee to Entrepreneur to Philanthropist (com Richard Askwith, 2012, revisado em 2018)ISBN 978-0241395493
- Minha Família no Exílio (2015)ISBN 978 0 85457 244 1
- So To Speak (2020) uma antologia de 30 discursos de Dame StephanieISBN 978 1 5272 6880 7
- Ein unmögliches Leben: Die außergewöhnliche Geschichte einer Frau, die die Regeln der Männer brach und ihren eigenen Weg ging (2020)
- Déjalo (2022) Ir Memórias de Dame Stephanie (Steve) Shirley A inspiradora biografia de uma menina refugiada que veio a ser milionária, filintropana e Dama do Império Britânico.